# Maurice Pujo
Maurice Pujo (Lorrez-le-Bocage-Préaux, 26 gennaio 1872 – Ferrières-en-Gâtinais, 6 settembre 1955) è stato un giornalista e politico francese.

## Biografia
Fondò nel 1899 il movimento politico l'Action française, nazionalista e monarchico, e codiresse, tra il 1908 e il 1944, il quotidiano omonimo L'Action française. Tra il 1951 e il 1955, fu direttore del settimanale Aspects de la France (divenuto in seguito il quindicinale L'Action française 2000, diretto dal figlio Pierre Pujo).
Aveva sposato nel 1928 a Parigi Élisabeth Bernard e dal matrimonio nacquero due figli, celibi e senza discendenza.